# Eubalichthys
Eubalichthys is een geslacht van straalvinnige vissen uit de familie van vijlvissen (Monacanthidae).

## Soorten
- Eubalichthys bucephalus (Whitley, 1931)
- Eubalichthys caeruleoguttatus Hutchins, 1977
- Eubalichthys cyanoura Hutchins, 1987
- Eubalichthys gunnii (Günther, 1870)
- Eubalichthys mosaicus (Ramsay & Ogilby, 1886)
- Eubalichthys quadrispinis Hutchins, 1977